# 漢普頓縣
漢普頓縣 （英語：Hampton County）是美國南卡羅萊納州南部的一個縣，西南鄰喬治亞州。面積1,457平方公里。根据美國2000年人口普查，共有人口21,386 （2005年人口21,329人）。縣治漢普頓（Hampton）。
成立於1878年2月18日。縣名紀念州長、聯邦參議員韋德·漢普頓 （Wade Hampton）。